# 후지와라노 나카마로
후지와라노 나카마로(일본어: 藤原 仲麻呂, 706년 ~ 764년)는 나라 시대의 권신으로 그의 아버지는 후지와라노 후히토(藤原不比等)의 맏아들 무치마로(武智麻呂)의 차남이다. 후지와라에미노 오시카쓰(藤原惠美押勝)라고도 불린다.

## 생애
어렸을 때 다이나곤 아베노 스쿠나마로(安倍宿奈麻呂)에게 산술(算術)을 배우면서 출중한 재능을 드러냈다. 734년 종 5품의 대학소윤(大學少允)으로 처음 조정에 출사했다. 관직에 나가고 3년 뒤에 아버지와 다른 형제 세 명을 모두 포창으로 잃어 집안의 세력이 일시후퇴했지만 고모인 고묘(光明) 황후의 후원으로 743년 민부경(民部卿)을 시작으로 746년 식부경(式部卿), 고켄(孝謙) 천황이 즉위한 749년에 다이나곤으로 승진한 다음 숙모인 고묘 황태후를 위해 천황이 설치한 시비추다이(紫微中臺)의 장관인 시비료(紫微令)에 올라 정권과 군권을 손에 쥐는 등 권력의 가까이에 이르기 시작한다.
744년에 아사카(安積) 친왕의 급서 사건에서 그가 독약으로 암살했다는 의혹이 있었고 황족이자 좌대신(左大臣)인 다치바나노 모로에(橘諸兄)와 권력다툼을 벌였는데 모로에는 755년에 술자리에서 조정을 비방했다는 죄목으로 실각해 2년후 사망했다. 756년 고켄 천황에게 양위하고 태상천황(太上天皇)으로 있었던 쇼무 천황이 붕어하면서 유언으로 후나도왕(道祖王)을 태자로 세웠으나, 후나도왕은 757년 3월에 쇼무 태상천황의 상중에 음탕한 행위를 하였다는 이유로 폐위되고, 대신 나카마로의 사위로서 나카마로의 저택에 살고 있던 오이왕(大炊王, 훗날의 준닌淳仁 천황)이 태자로 세워졌다(나카마로의 맏며느리는 일찍 남편을 잃고 오이왕에게 재가했다). 자신도 자미내상(紫微内相)에 올라 할아버지인 후히토(不比等)가 착수한 양로율령(養老律令)을 시행했다. 이와 같은 나카마로의 대두에 불만을 품은 다치바나노 모로에의 아들 정4위하 좌대변 나라마로(奈良麻呂)가 오토모노 고마로(大伴古麻呂) 등과 짜고 나카마로를 살해하고 황족 가운데 한 명인 기부미왕(黄文王)을 옹립하려는 반란을 획책했다. 소위 다치바나노 나라마로의 난은 밀고로 발각되어 관련자 433명이 사형당했다. 후지와라 일가도 나카마로의 형인 우대신(右大臣) 도요나리(豊成)가 좌천당하는 피해를 입었다.
758년에 준닌 천황이 즉위하자 그를 옹립한 나카마로는 권력의 정상에 올라 독자적인 정치를 해나가 부역의 경감, 평준서(平準署) 창설 등의 덕치를 베푸는 한편 관직명칭의 당풍 개정 등의 개혁정치를 펴나갔다. 같은 해 당나라에서 안ㆍ사의 난이 발발하고, 12월에 발해에 사신으로 갔다가 돌아온 오노노 다모리 등이 당의 혼란상을 보고하였다. 다자이후에 방비를 강화하도록 명하는 한편에서 신라와의 외교분쟁을 빌미로 소위 신라정토계획(新羅征討計劃)이라는 전쟁 준비계획을 세웠지만 당시 상황(上皇)이었던 고켄 천황과의 불화와 전쟁동맹군으로 끌어들이려던 발해의 미온적인 태도로 무산되고 말았다.
760년 나카마로는 황족외의 인사로서는 처음으로 대사(大師), 즉 태정대신(太政大臣)이 되었지만 고모이자 정치적 후견인인 고묘황태후가 사망하자 점차 사양길에 들어서기 시작해 고켄 상황과의 불화로 그의 정치적 입지가 더더욱 악화되기 시작했다.
764년 준닌 천황이 고켄 상황에 의해 제압되어 폐위당하자 나카마로는 교토를 탈출해 아들인 후지와라노 시카치가 태수로 있는 에치젠국(越前國)으로 도주해 재기를 꾀했지만 정부군에 패배해 처자식과 함께 비와호에서 배를 타고 도망가려다 관군에게 체포되어 참수당했다. 그의 일족은 6번째 아들 후지와라노 요시오(藤原刷雄)만 남기고 멸족당했다. 그가 추진해왔던 정책 중 관명의 당화정책은 폐지되어 기존 관명제도로 회귀했지만 양로율령 등의 다른 정책은 일부 수정되어 다음 정권에 의해 지속되었다.

## 같이 보기
- 후지와라씨
- 일본의 율령제
- 조용조

| 전임 공백(스즈카 왕) | 제1대 태정대신 (인신태정대신, 나라 시대) 760년 ~ 764년 | 후임 유게노도쿄 |